# Nyctemera menes
Nyctemera menes là một loài bướm đêm thuộc phân họ Arctiinae, họ Erebidae.